# Estlé Viljoen
Estlé Viljoen (ur. 8 lipca 1970) – południowoafrykańska lekkoatletka, chodziarka i biegaczka.
Złota medalistka igrzysk afrykańskich w chodzie na 20 kilometrów w Abudży w 2003 roku. W tym samym roku zdobyła brązowy medal w rozgrywanych w Hajdarabadzie igrzysk afro-azjatyckich w chodzie na 10 000 metrów.
Medalistka mistrzostw Wielkiej Brytanii na różnych dystansach.
Po zakończeniu kariery sportowej została nauczycielką w szkole podstawowej Haslemere w leżącej w południowo-zachodnim Londynie zewnętrznym dzielnicy Mitcham (gmina Merton).